# الصلوب (ذي السفال)

تعديل مصدري - تعديل

الصلوب محلة تابعة لقرية العارضة، التابعة لعزلة السيف بمديرية ذي السفال إحدى مديريات محافظة إب في الجمهورية اليمنية، بلغ تعداد سكانها 48 حسب تعداد اليمن لعام 2004.